# Statenverkiezingen Aruba 1985
Op 22 november 1985 vonden in Aruba de eerste verkiezingen plaats voor de Staten van Aruba. Deze verkiezingen waren noodzakelijk geworden vanwege de overgang van Aruba per 1 januari 1986 naar een status aparte binnen het Koninkrijk der Nederlanden. Zij werden gehouden voor 21 zetels in de Staten. De zittingstermijn bedroeg vier jaar.

## Partijen en uitslag
| Lijst | Partij | Lijsttrekker      |
| ----- | ------ | ----------------- |
| 1     | PDA    | Leonard Berlinski |
| 2     | PPA    | Benny Nisbet      |
| 3     | ADN    | John Booi         |
| 4     | MEP    | Betico Croes      |
| 5     | AVP    | Henny Eman        |

De uitslag van deze verkiezingen was als volgt:
| Partij                                          | Stemmen | %     | Zetels |
| ----------------------------------------------- | ------- | ----- | ------ |
| Movimiento Electoral di Pueblo                  | 13.786  | 37,62 | 8      |
| Arubaanse Volkspartij                           | 11.480  | 31,33 | 7      |
| Partido Patriotico Arubano                      | 4.499   | 12,28 | 2      |
| Partido Democrático Arubano                     | 3.661   | 9,99  | 2      |
| Acción Democratico Nacional                     | 3.216   | 8,78  | 2      |
| Uitgebrachte geldige stemmen                    | 36.642  | 100   | 21     |
| ongeldig/blanco                                 | 391     | 0,90  |        |
| Aantal uitgebrachte stemmen / opkomstpercentage | 37.033  | 85,34 |        |
| niet opgekomen                                  | 6.360   | 14,65 |        |
| Aantal kiesgerechtigden                         | 43.393  |       |        |

## Eerste Staten van Aruba
Op 1 januari 1986 vond de plechtige installatie van de eerste statenleden van Aruba als autonoom land. Tevens aanvaardde Felipe Tromp het ambt van Gouverneur van Aruba. Als gevolg van een boycot door de MEP van de behandeling van de geloofsbrieven konden slechts veertien statenleden aan de eerste vergadering van de nieuwe Staten van Aruba deelnemen. Nadat zeven gekozen politici van de partijen AVP, PPA en ADN zich tot het Hof hadden gewend werden zij bij rechterlijke uitspraak van 11 februari 1986 alsnog als statenlid toegelaten.
| nr. | Statenlid              | Partij | Bijzonderheden                                                                       |
| --- | ---------------------- | ------ | ------------------------------------------------------------------------------------ |
| 1   | dhr. A.J. Booi         | ADN    | voorzitter (januari 1986-februari 1986); op 4 maart 1988 stapte hij op als statenlid |
| 1   | dhr. P.P. Kelly        | ADN    | vanaf maart 1988                                                                     |
| 2   | dhr. Pedro Bislip      | ADN    | voorzitter (februari 1986-juli 1987)                                                 |
| 3   | dhr. mr. H. Gonzalez   | AVP    | fractievoorzitter (1986-1987); voorzitter (augustus 1987-februari 1989)              |
| 4   | mw. D.M. Laclé-Herrera | AVP    | fractievoorzitter vanaf eind 1987                                                    |
| 5   | dhr. Roly Bisslik      | AVP    |                                                                                      |
| 6   | dhr. M.V. Christiaans  | AVP    |                                                                                      |
| 7   | dhr. R.S. Kock         | AVP    |                                                                                      |
| 8   | dhr. S.F. Croes        | AVP    |                                                                                      |
| 9   | dhr. Otti Oliviera     | AVP    |                                                                                      |
| 10  | dhr. N.O. Oduber       | MEP    | fractievoorzitter                                                                    |
| 11  | dhr. R.H. Lacle        | MEP    |                                                                                      |
| 12  | dhr. J.H. van der Kuyp | MEP    |                                                                                      |
| 13  | mw. G. Bareño          | MEP    |                                                                                      |
| 14  | dhr. F.B. Flanegien    | MEP    |                                                                                      |
| 15  | dhr. F.J. Refunjol     | MEP    |                                                                                      |
| 16  | dhr. G.P. Trinidad     | MEP    |                                                                                      |
| 17  | dhr. Hilario Angela    | MEP    | vervanger/opvolger van Betico Croes                                                  |
| 18  | dhr. A.A. Oduber       | PDA    |                                                                                      |
| 19  | dhr. S.S. Thijsen      | PDA    | ondervoorzitter                                                                      |
| 20  | dhr. H.A. Werleman     | PPA    | fractievoorzitter                                                                    |
| 21  | dhr. Dolfi Jansen      | PPA    |                                                                                      |